# C/2012 X2 (PANSTARRS)
C/2012 X2 (PANSTARRS) — одна з короткоперіодичних комет сім'ї Юпітера. Ця комета була відкрита 12 грудня 2012 року; вона мала 20.0m на час відкриття.